# Riccardo Barthelemy
Riccardo Barthelemy, anche noto come Richard e Barthélemy (Smirne, 2 novembre 1869 – 23 gennaio 1955) è stato un compositore e pianista italiano.

## Biografia
Nato a Smirne, Barthelemy studiò al Conservatorio di San Pietro a Majella a Napoli. Le sue composizioni includevano canzoni e opere teatrali. Lavorò come pianista con il famoso cantante d'opera Enrico Caruso. Nel 1912 vinse una medaglia d'oro nelle gare d'arte dei Giochi Olimpici per la sua Marcia trionfale olimpica.

## Opere
- Caressing butterfly
- Love's willfulness
- Adorables tourments
- Triste ritorno
- Chi se nne scorda cchiù?
- Pesca d'ammore
- Sérénade Coquette